# 주휴스턴 중국 총영사관
주휴스턴 중국 총영사관(중국어 간체자: 中华人民共和国驻休斯敦总领事馆, 정체자: 中華人民共和國駐休斯敦總領事館, 병음: Zhōnghuá Rénmín Gònghéguó zhù Xiūsīdūn Zǒnglǐngshìguǎn, 영어: Consulate-General of the People's Republic of China in Houston)은 중화인민공화국 정부가 미국 텍사스주 휴스턴에 설치했던 총영사관이다. 1979년 11월 20일에 개관한 이래 미국 남부 텍사스주, 오클라호마주, 루이지애나주, 아칸소주, 미시시피주, 앨라배마주, 조지아주, 플로리다주와 푸에르토리코를 관할했으나 2020년 7월 24일에 미국 국무부의 명령에 따라 폐쇄되었다.

## 역사
1949년에 중화인민공화국이 수립되기 이전에 미국 휴스턴에는 중국 영사관이 존재했었다. 1935년에 미국 휴스턴에 영사관을 설치했던 중화민국 국민정부는 1937년에 미국 휴스턴 주재 부영사를 임명했고 나중에 영사, 총영사로 승격되었다.
1979년 1월 1일을 기해 미국과 중화인민공화국 간의 외교 관계가 수립되면서 미국과 중화인민공화국 정부는 상대방 국가에 대사관을 설치하는 한편 총영사관 설치를 논의했다. 1979년 8월 24일에는 지미 카터 미국 대통령과 보이보 중화인민공화국 국무원 부총리가 "중국 정부는 미국 정부가 중국 상하이·광저우 주재 총영사관을 설치하는 안건에 동의한다. 아울러 미국 정부는 중국 정부가 미국 휴스턴·샌프란시스코 주재 총영사관을 설치하는 안건에 동의한다."라는 내용이 담긴 공동 성명을 발표했다.
1979년 11월 20일에 정식 개관한 주휴스턴 중국 총영사관은 미국과 중화인민공화국 양국 간의 외교 관계 수립 이후에 중국 정부가 처음으로 미국에 설치한 총영사관이기도 했다. 주휴스턴 중국 총영사관은 운영 당시에 미국 남부 텍사스주, 오클라호마주, 루이지애나주, 아칸소주, 미시시피주, 앨라배마주, 조지아주, 플로리다주와 푸에르토리코를 관할했다.
주휴스턴 중국 총영사관 청사는 휴스턴 박물관 지구 중심부에 위치했으며 원래는 1950년대에 지어진 아파트 호텔이었다. 2002년에 중국의 건설 회사인 상하이 건축 엔지니어 그룹에 의해 재건축 및 확장 프로젝트가 단행되었고 2004년 11월에 완료되었다. 2005년 12월에는 휴스턴 박물관 지구 비즈니스 연합으로부터 "오래된 건물 개조 프로젝트상"을 수상했다.

## 폐쇄
미국 정부는 현지 시간으로 2020년 7월 21일 오후에 주휴스턴 중국 총영사관을 72시간 이내에 폐쇄할 것을 명령했다. 모건 오테이거스 미국 국무부 대변인은 성명을 내고 "미국은 중화인민공화국이 미국의 주권을 침해하고 미국 국민을 위협하는 것을 용납하지 않을 것이다. 미국 국무부는 미국의 지식 재산권과 미국 국민의 개인정보 보호를 위하여 주휴스턴 중국 총영사관의 폐쇄를 명령했다."고 밝혔다. 주휴스턴 중국 총영사관은 그동안 미국에서 일어난 의학 연구·석유·가스 분야와 관련된 중국의 첩보 활동의 온상이라는 지적을 받았다. 또한 주휴스턴 중국 총영사관은 중국의 반체제 인사들의 가족들을 강제로 중국으로 송환시키고 이들에 대한 박해를 자행한 혐의도 받았다.
미국 정부의 주휴스턴 중국 총영사관 폐쇄 명령의 여파로 인하여 홍콩, 상하이, 선전 등의 주가 지수가 하락했다. 발표 이후 몇 시간 만에 휴스턴 지역 방송국인 KPRC-TV에서는 주휴스턴 중국 총영사관 직원들이 총영사관 뜰에서 기밀 문서들을 소각하던 도중에 화재가 일어나는 장면이 담긴 동영상이 등장했다. 휴스턴 현지 경찰과 소방서는 휴스턴 현지 시각으로 오후 8시경에 화재 신고를 접수했다. 초동대원들은 총영사관에 도착했으나 청사 진입을 거부당했다. 왕원빈 중화인민공화국 외교부 대변인은 성명을 내고 미국 정부에 주휴스턴 중국 총영사관 폐쇄 명령을 번복할 것을 촉구하면서 중국 주재 미국 총영사관 폐쇄 등과 같은 중국 정부의 상응 조치가 있을 것이라고 경고했다. 결국 중화인민공화국 외교부는 2020년 7월 24일에 주청두 미국 총영사관을 72시간 이내에 폐쇄하라는 명령을 내렸다. 미국 백악관은 중국 정부에 "눈에는 눈, 이에는 이" 수준의 보복 조치를 하지 말 것을 촉구했다.
2020년 7월 24일에는 미국 관리들이 주휴스턴 중국 총영사관 청사를 접수했다. 주미국 중국 대사관은 2020년 7월 24일에 공개된 공식 성명을 통해 미국 정부의 주휴스턴 중국 총영사관 폐쇄 명령은 미국과 중국 간의 안정적인 관계 발전을 훼손하는 행동이라고 비판하고 미국 남부에 거주하는 중국 국민들의 영사 서비스를 위하여 주휴스턴 중국 총영사관에서 관할하던 업무를 이관할 예정이라고 밝혔다. 2020년 8월 17일에는 베이징 시각으로 오후 7시 30분경에 주휴스턴 중국 총영사관 직원들이 베이징 수도 국제공항에 도착했다. 이날 행사에서는 왕이 중화인민공화국 국무위원 겸 외교부장이 참석했다. 치위 중화인민공화국 외교부 당위서기는 주휴스턴 중국 총영사관 직원들에게 3등공 표창을 수여했다.

## 역대 총영사
- 출처: 중화인민공화국 외교부[35]

1. 우샤오다 (중국어: 吴晓达, 1979년 11월 ~ 1983년 5월)
2. 탕싱보 (중국어: 汤兴伯, 1983년 6월 ~ 1986년 4월)
3. 니야오리 (중국어: 倪耀礼, 1986년 4월 ~ 1989년 7월)
4. 주추성 (중국어: 祝秋生, 1989년 9월 ~ 1993년 2월)
5. 추성윈 (중국어: 邱胜云, 1993년 3월 ~ 1996년 7월)
6. 우쭈룽 (중국어: 吴祖荣, 1996년 8월 ~ 1999년 11월)
7. 장춘샹 (중국어: 张春祥, 1999년 12월 ~ 2002년 3월)
8. 후예순 (중국어: 胡业顺, 2002년 3월 ~ 2005년 9월)
9. 화진저우 (중국어: 华锦洲, 2005년 9월 ~ 2007년 4월)
10. 차오훙 (중국어: 乔红, 2007년 5월 ~ 2009년 9월)
11. 가오옌핑 (중국어: 高燕平, 2009년 9월 ~ 2011년 8월)
12. 쉬얼원 (중국어: 许尔文, 2011년 8월 ~ 2014년 5월)
13. 리창민 (중국어: 李强民, 2014년 5월 ~ 2019년 7월)
14. 차이웨이 (중국어: 蔡伟, 2019년 8월 ~ 2020년 7월)